# Operação Michael
A Operação Michael foi uma grande ofensiva militar feita pelo exército imperial alemão durante a Primeira Guerra Mundial que acabou sendo a primeira ação da chamada Ofensiva de Primavera, ao fim de março de 1918. 

## Visão geral

Artilharia pesada britânica, perto de La Boisselle, disparando contra posições alemãs, março de 1918.

A "Operação Michael" foi lançada a partir da linha Hindenburg, nas cercanias de Saint-Quentin, no nordeste da França. O objetivo era quebrar as linhas defensivas dos Aliados e avançar ao norte em direção aos portos franceses do Canal da Mancha, que supriam e garantiam a permanência da Força Expedicionária Britânica na guerra. Após dois dias de ofensivas, o general Ludendorff, o comandante-em-chefe das força alemãs, modificou seu plano de ação e passou a focar seus ataques no oeste, ao longo de todo a frente de batalha britânica ao norte do Rio Somme. O objetivo era separar os exércitos francês e britânico e, eventualmente, esmagar a Força Expedicionária Britânica e expulsa-la da França. A ofensiva terminou em Villers-Bretonneux, a leste do centro de comunicação dos Aliados em Amiens, onde os britânicos e franceses conseguiram deter o avanço alemão; ambos os lados sofreram pesadas baixas, mas as perdas alemãs foram particularmente mais sentidas, além do fato de que o exército do país havia avançado alem de suas capacidades de se manter abastecido.
Os alemães realizaram preparações minuciosas para suas ofensivas na primavera, como novas táticas de infiltração e técnicas inovadoras de artilharia de barragem e melhor treinamento dos recrutas, além de terem passado meses mobilizando milhares de homens e equipamentos. O gradual fim dos combates na Frente Oriental, especialmente após a assinatura do Tratado de Brest-Litovski, liberou dezenas de divisões que agora poderiam se mover do leste para a luta no oeste.
A maioria dos combates aconteceram na zona rural e no que sobrou das florestas após a Batalha do Somme de 1916. Os alemães começaram sua ofensiva em 21 de março de 1918, com intensos bombardeios de artilharia, apoiados por aviões de combate. A infantaria avançou de forma rápida e, ao contrário de outras ofensivas na guerra, os alemães não adotaram a doutrina de "avançar a todo o custo", preferindo concentrar seus ataques em áreas onde julgavam que o inimigo não poderia montar uma boa defesa. Os britânicos e franceses, contudo, foram rápidos a se adaptar ao novo cenário de guerra. Apesar das devastadoras perdas sofridas pelos Aliados, a chegada da  Força Expedicionária dos Estados Unidos garantiu o fluxo interminável de soldados a Entente, enquanto o exército alemão era quase incapaz de repor suas baixas. A 5 de abril, o general Ludendorff suspendeu a ofensiva.
Apesar de terem tomado 3,100 km² de território do inimigo, as perdas alemães contrabalancearam negativamente qualquer ganho tático destes. No final, a operação Michael foi um fracasso operacional e tático, marcando o começo do fim da Alemanha na Primeira Grande Guerra. De fato, em agosto de 1918, todos estes ganhos territoriais já haviam sido perdidos após a segunda batalha do Somme, dentro da chamada Ofensiva dos Cem Dias.

## Batalhas

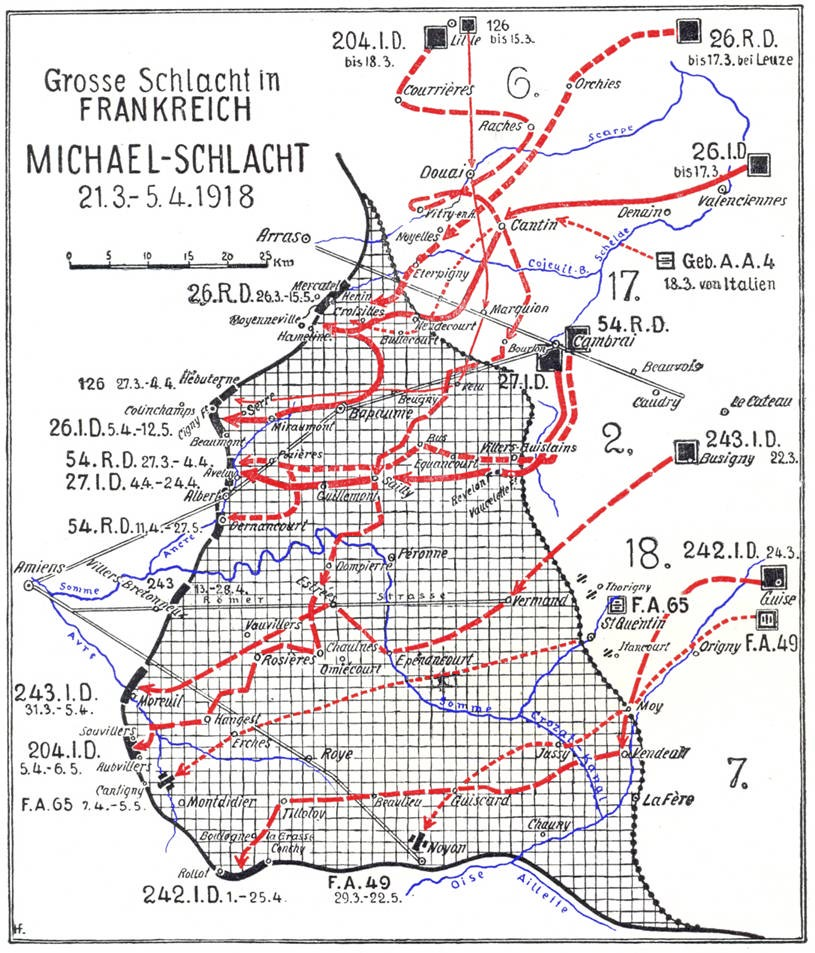
Mapa da evolução da Operação Michael dentro da ofensiva alemã na primavera de 1918.

- Batalha de St. Quentin, 21–23 março
- Ações nas travessias de Somme, 24–25 de março
- Primeira Batalha de Bapaume, 24–25 de março
- Batalha de Rosières, 26–27 de março
- Terceira Batalha de Arras, 28–29 de março
- Batalha do Avre, 4 de abril de 1918
- Batalha do Ancre, 5 de abril